# Manrique de Lara y Girón
Manrique de Lara y Girón (Osuna, 2 de agosto de 1555 – Madrid, 14 de mayo de 1593) fue un noble y hombre de estado español, séptimo conde de Valencia de Don Juan, y virrey de Cataluña.

## Biografía
Hijo de Manuel Manrique de Lara y Acuña, duque de Nájera y conde de Valencia de Don Juan y de Treviño; y de María Girón. El rey Felipe II le nombró virrey de Cataluña en 1586. Durante su mandato surgieron varios conflictos con las autoridades catalanas. Además, por primera vez, los bandoleros mandados por el llamado Minyó de Montellà se apoderaron del dinero que el rey enviaba a Génova para pagar sus tropas. En 1590 regresó a la Corte lleno de dolencias, y especialmente afectado por gota. Con la intención de tener descendencia, se casó en enero de 1592 con doña Juana Manrique, su tía segunda, prima de su padre el duque Manuel Manrique. Sin embargo, sus graves dolencias no le permitieron consumar el matrimonio, falleciendo al año siguiente, a los 37 años de edad.